# Cotic
Cotic – wieś w Rumunii, w okręgu Vaslui, w gminie Todirești. W 2011 roku liczyła 358 mieszkańców.